# 塞勒姆鎮區 (阿肯色州薩林縣)
塞勒姆鎮區（英語：Salem Township）是位於美國阿肯色州薩林縣的一個行政鎮區。

## 地方資料
塞勒姆鎮區的面積為65.48平方千米，當中陸地面積為65.22平方千米，而水域面積為0.26平方千米。根據2010年美國人口普查的數據，當地共有人口7259人，而人口密度為每平方千米110.86人。